# .bs
.bs ist die länderspezifische Top-Level-Domain (ccTLD) der Bahamas. Sie existiert seit dem 3. September 1991 und wird vom College of The Bahamas verwaltet, einer staatlichen Organisation, einer Art Universität, die ihren Sitz in Nassau auf New Providence hat.

## Eigenschaften
Jede natürliche oder juristische Person kann eine .bs-Domain beantragen, ein Wohnsitz oder eine Niederlassung im Land sind nicht notwendig. Domains können sowohl auf zweiter, als auch dritter Ebene registriert werden, bis 2013 gab es folgende Second-Level-Domains:
- .com.bs für kommerzielle Unternehmen
- .edu.bs für Bildungseinrichtungen
- .gov.bs für die Regierung der Bahamas
- .net.bs für Internetdienstleister
- .org.bs für gemeinnützige Organisationen

Die Vergabestelle von .bs gehörte zu den ersten elf Organisationen, die das Schiedsgericht der Weltorganisation für geistiges Eigentum anerkannt haben. Streitigkeiten um eine .bs-Domain könnten also dort ausgetragen werden.